# Lenia

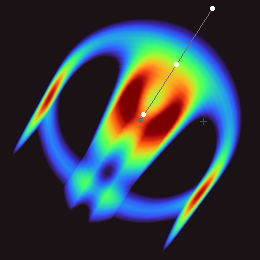
Un exemple de modèle autonome de Lenia.

Une animation montrant le mouvement d'un planeur dans Lenia.

Lenia est une famille d'automates cellulaires créée par Bert Wang-Chak Chan,,. Lenia a pour objectif d'être un genre de jeu de la vie mais avec un espace, un temps et des états continus (génération continue). En raison de son domaine continu à haute résolution, les modèles autonomes complexes (« formes de vie » ou « vaisseaux spatiaux ») générés dans Lenia sont décrits comme différents de ceux apparaissant dans d'autres automates cellulaires, étant « géométriques, métamériques, flous, résilients, adaptatifs et génériques.»
Lenia a remporté le concours de créatures virtuelles 2018 à la conférence sur le calcul génétique et évolutif à Kyoto, une mention honorable à l'ALIFE Art Award en 2018 à Tokyo, et le prix de la Société internationale pour la vie artificielle (ISAL) pour la meilleure publication de 2019 (dans le domaine de la vie artificielle).

## Principes

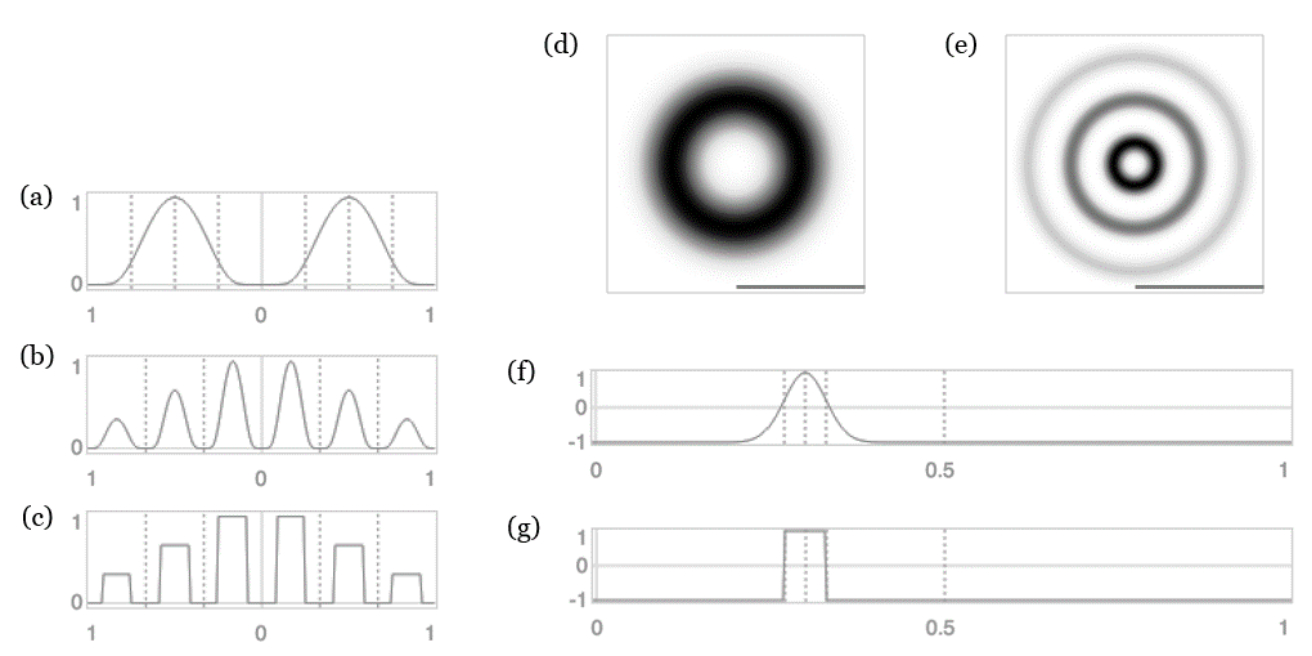
Illustration des principes de Lenia (voir tableau)

Lenia reprend les principes du jeu de la vie (vie et mort d'une cellule en fonction de son voisinage) mais en essayant de transposer et généraliser les règles du monde discret du jeu de la vie, dans un monde continu.
|                          | Jeu de la vie                        | Lenia |
| ------------------------ | ------------------------------------ | --- |
| Etat d'une cellule       | 0 ou 1 (mort ou vivant)              | Nombre continu entre 0 et 1. Le nombre est en général représenté par l'intensité d'une couleur. |
| Voisinage                | 8 cellules adjacentes                | Zone(s) de convolution en anneau autour de la cellule. (d) ou (e) |
| Espace                   | Discret                              | Continu : les cellules sont aussi petites que l'on veut, le voisinage étant calculé par une zone de convolution. |
| Règles de vie ou de mort | Nombre de cellules dans le voisinage | Fonction de croissance de la cellule en fonction de la somme des états couverts par le voisinage (valeur de l'état final de la cellule capé à 0 ou à 1) (f) ou (g). Donne un taux de croissance, qui permet de calculer la variation de l'état de ma cellule en fonction du temps. |
| Temps                    | Discret                              | Continu, avec des dt aussi petit que l'on veut, car les règles de vie ou mort donnent des taux de croissance qui permettent de calculer l'état final quel que soit dt. Le temps n'accélère pas en diminuant dt, mais les mouvements deviennent plus fluides.                       |

## Motifs

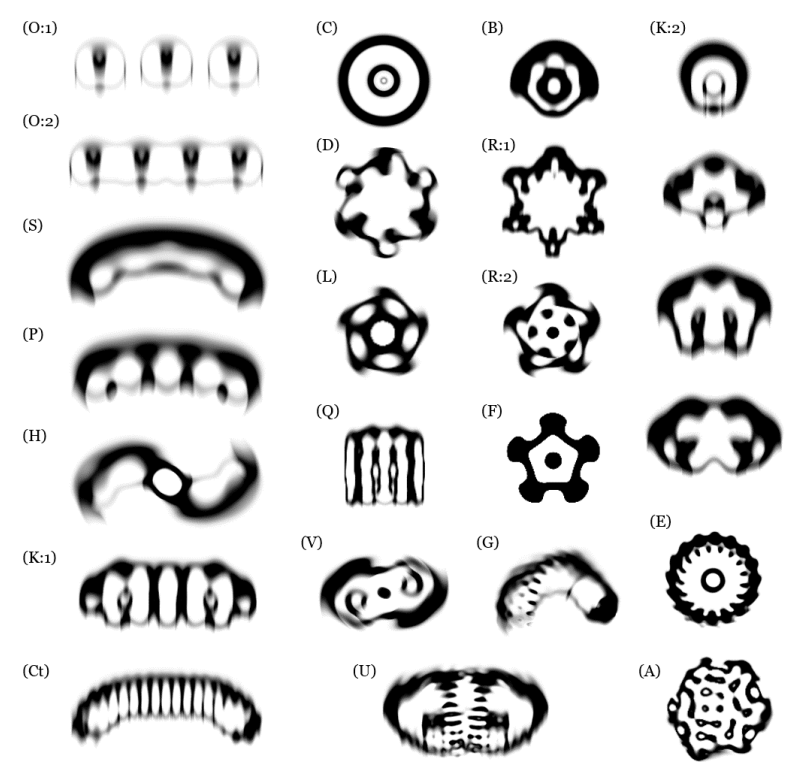
Une partie de la grande variété d'« espèces » de Lenia.

En faisant varier le noyau convolutif, la cartographie de croissance et les conditions initiales, plus de 400 « espèces » ont été découvertes dans Lenia. Ces « espèces » présentent « une auto-organisation, une auto-réparation, des symétries bilatérales et radiales, une dynamique locomotrice et parfois une nature chaotique. Chan a créé une taxonomie pour ces modèles.

## Travaux connexes

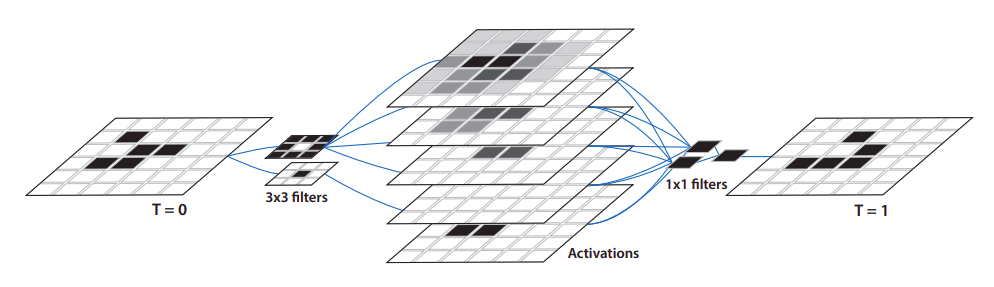
Les automates cellulaires comme réseau neuronal convolutif.

D'autres travaux ont noté la forte similitude entre les règles de mise à jour des automates cellulaires et les convolutions. En effet, ces travaux se sont concentrés sur la reproduction d'automates cellulaires à l'aide de réseaux de neurones convolutifs simplifiés. Mordvintsev et al. ont étudié l'émergence de la génération de modèles auto-réparateurs. Gilpin a découvert que n'importe quel automate cellulaire pouvait être représenté comme un réseau neuronal convolutif et a entraîné des réseaux neuronaux pour reproduire des automates cellulaires existants
Dans cette optique, les automates cellulaires peuvent être considérés comme un cas particulier de réseaux neuronaux convolutifs récurrents. La règle de mise à jour de Lenia peut également être considérée comme une convolution à une seule couche (le « champ de potentiel » {\displaystyle \mathbf {K} } ) doté d'une fonction d'activation (la "cartographie de croissance" {\displaystyle G} ). Cependant, Lenia utilise des noyaux fixes beaucoup plus gros et n'utilise pas la descente de gradient.

## A voir également
- Le jeu de la vie
- Automate cellulaire
- Morphogenèse